# Epiclachima
Epiclachima  fue un militar quiteño, líder indígena y comandante en jefe en la primera batalla de Tiocajas ante la invasión incaica, en dicha donde encontró su muerte.

## Primera batalla de Tiocajas y muerte
Desesperado al ver que paso a paso los Incas lo habían vencido, se preparó para dar la batalla final. «El tenía mucha más gente, pero toda nueva y sin experiencia en la guerra. La del Inca, aunque inferior en número, era casi toda de tropas veteranas, criadas con rigurosa disciplina y ejercitadas toda su vida en conquistas. No obstante conocer esta desigualdad y diferencia, creyó que con la multitud podría oprimir fácilmente al enemigo, y se engañó. Fue sangrientísima la batalla y aunque se mantuvo largo tiempo indecisa, se declaró al fin por el Inca, con la muerte de Epiclachima y más de diez y seis mil de los suyos».